# Fernando Primo de Rivera y Orbaneja
Pour les articles homonymes, voir Fernando Primo de Rivera et Primo de Rivera.
Fernando Primo de Rivera y Orbaneja, né à Jerez de la Frontera le 30 juillet 1879 et mort à Mont-Arouit (Maroc) le 5 août 1921, est un militaire espagnol, frère du dictateur Miguel Primo de Rivera et oncle du fondateur de la phalange espagnole José Antonio Primo de Rivera.

## Biographie
Il intègre l'Académie de cavalerie en 1898, où il devient un excellent cavalier et champion d'escrime. Il complète sa formation à l'Académie française de cavalerie de Saumur.
Il participe à la guerre du Rif et meurt des suites de blessures subies lors de la bataille d'Anoual.